# Paepalanthus erectifolius
Paepalanthus erectifolius är en gräsväxtart som beskrevs av Silveira. Paepalanthus erectifolius ingår i släktet Paepalanthus och familjen Eriocaulaceae. Inga underarter finns listade i Catalogue of Life.